# Sillería del coro de la catedral de Segovia
La sillería del coro de la catedral de Segovia pertenece a finales del siglo XV, siendo de estilo gótico flamígero. Fue encargada por el obispo Juan Arias Dávila para la antigua Catedral de Santa María de Segovia, y tras la construcción de la actual catedral de Santa María fue trasladada en 1558 por Juan Gil y Jerónimo de Amberes. Fue terminada en el año 1790 por Fermín Huici.
Está realizada en madera de nogal sin policromar, y se compone de 117 sillas o asientos. Las arquerías que dan forma al respaldo se componen de arcos conopiales, que custodian arcos rebajados apoyados en largas columnas. La parte superior de la sillería se adorna con tracería calada de motivos geométricos y vegetales.
Destaca la silla episcopal, reservada al obispo, sobre la que aparece el escudo de armas de Juan Arias Dávila, así como los dos asientos más cercanos a la reja del coro, que estaban reservados a los reyes, y que se encuentran rematados por pequeñas cúpulas, también de estilo gótico.